# 동괵
동괵(東虢)은 서주 초기의 제후국이다.

## 역사
서주 무왕이 상나라를 멸망시킨 후, 서주 문왕의 두 동생은 모두 괵(虢)나라에 봉해졌다. 그중 괵숙(虢叔)은 옹(雍) 땅에 봉해져 서괵으로 칭했으며, 괵중(虢仲)은 제(制, 지금의 허난 성 싱양 시) 땅에 봉해져 동괵으로 칭했다. 이 두 국가는 주 왕실에 대해 동서 양면의 울타리 격의 역할을 했다.
기원전 767년에 동괵은 정나라의 공격으로 멸망했다.

## 역대 군주
| 대수 | 시호       | 휘         |
| ---- | ---------- | ---------- |
| 1    |            | 중(仲)     |
| 2    | 혜숙(惠叔) | 대림(大林) |
| 3    |            | 려(旅)     |